# برونو فيراريس
برونو فيراريس (بالإسبانية: Bruno Ferraris)‏ هو لاعب كرة قدم أرجنتيني في مركز الدفاع، ولد في 22 أبريل 1992 في الأرجنتين. لعب مع Club Atlético Colegiales (Argentina) ‏.

## وصلات خارجية
- برونو فيراريس على موقع Soccerway.com (الإنجليزية)